# Litsea fo
Litsea fo är en lagerväxtart som beskrevs av K. Schum. & Lauterb.. Litsea fo ingår i släktet Litsea och familjen lagerväxter. Inga underarter finns listade i Catalogue of Life.